# Países Baixos nos Jogos Olímpicos de Verão de 1972
Os Países Baixos competiram nos Jogos Olímpicos de Verão de 1972, realizados em Munique, Alemanha Ocidental.